# Hôtel de Cheylus
L'hôtel de Cheylus est un hôtel particulier situé dans la commune de Pernes-les-Fontaines (Vaucluse).

## Histoire
L'hôtel de Cheylus est inscrit au titre des monuments historiques depuis le 28 mai 1993, pour la cour, et classé depuis le 3 septembre 1996, pour le mikvé.

## Bâtiment
L'hôtel de Cheylus est l'un des rares lieux à posséder un mikvé, bain rituel du culte hébraïque, réservé aux femmes. Il date du début du XVIe siècle.